# さがら総
さがら 総（さがら そう、1986年8月22日 - ）は、日本のライトノベル作家。東京都在住。

## 経歴
2010年、『変態王子と笑わない猫。』で第6回MF文庫Jライトノベル新人賞最優秀賞を受賞しデビュー。なお、受賞時のペンネームは「天出だめ」。
『このライトノベルがすごい!』2012のインタビューで塾講師をしていると語った。
2022年10月25日出版の『恋と呪いとセカイを滅ぼす怪獣の話』（MF文庫J）は河野裕の『いなくなれ、群青』（新潮文庫nex、2014年）と文章の一部が酷似していたことを同年11月14日に発表、回収となった。さがらはアイデアとして、同作の文章をテキストファイルに保存していたが作品名を書き忘れてしまったのか、消してしまったのかしたせいで自らが考え出したものと思い、作中に使った。出版2日後の同年10月27日、さがらがTwitterで作品についての投稿を検索していると文章の酷似を指摘するものを見つけたという。さがらが担当編集者にこのことを伝え、KADOKAWAから新潮社に事案について話し、今回の措置に至った。なお問題の箇所は3行ほどのもので、河野は「『経緯の説明に納得したので、問題視していない。書籍を回収する必要は感じない』なので、ちょっと残念な結果ではあります。たぶん新潮社も怒ってなくて、さがら総先生とMF文庫のお考えなんだろう」としている。
趣味は将棋。腕前はアマチュア三段。棋風は大の振り飛車党。『変態王子と笑わない猫。』も、元は執筆当時将棋界で『振り穴王子』（広瀬章人の異名）という言葉が流行っていたことから名付けられた。本人はもっと将棋を題材とした作品を書きたいが、いつも「編集に渋い顔をされる」ため、なかなか書く機会に恵まれないという。

## 作品

### 小説
- 変態王子と笑わない猫。（MF文庫J、イラスト：カントク、2010年10月 - 2019年3月、全13巻）
- クズと金貨のクオリディア（ダッシュエックス文庫、共著：渡航、イラスト：仙人掌、2015年1月）
- さびしがりやのロリフェラトゥ（ガガガ文庫、イラスト：黒星紅白、2015年4月）
- そんな世界は壊してしまえ -クオリディア・コード-（MF文庫J、イラスト：カントク、2015年10月 - 2016年6月、全2巻）
- 教え子に脅迫されるのは犯罪ですか?（MF文庫J、イラスト：ももこ、2018年3月 - 2020年12月、全8巻）
- 恋と呪いとセカイを滅ぼす怪獣の話（MF文庫J、イラスト：カンミ缶、2022年10月）

### アンソロジー
- 将棋はとっても楽しいなあ！ -『僕は友達が少ない ゆにばーす』（2011年11月 MF文庫J）- 原作：平坂読
- 御伽噺のその後に -『りゅうおうのおしごと！ 5』小冊子付き限定版（2017年2月 GA文庫）- 原作：白鳥士郎
- 涼宮ハルヒの一手損角換わり -「ザ・スニーカー LEGEND」（2018年10月 KADOKAWA）- 原作：谷川流
- 将棋はとっても楽しいなあ!!! -『やはり俺の青春ラブコメはまちがっている。アンソロジー 1 雪乃Side』（2020年3月 ガガガ文庫）- 原作：渡航
- 十年後の八幡へ -『やはり俺の青春ラブコメはまちがっている。アンソロジー 4 オールスターズ』（2020年4月 ガガガ文庫）- 原作：渡航

### 漫画原作
- 駒ひびき（2014年6月 - 2015年7月 ドラゴンコミックスエイジ 全3巻）- 共同原作：むらさきゆきや、作画：水鳥なや、将棋監修：高橋道雄
- 未来の僕らのためのソナタ（2016年9月 - 2017年2月 ドラゴンコミックスエイジ 全2巻）- 作画：わかさま
- 裸のイデア（2024年11月 となりのヤングジャンプ）- 作画：オオサキ

### リプレイ
- グランクレスト・リプレイ ライブ・ファクトリー（2014年2月 - 12月 富士見ドラゴンブック／プレイヤー）- 著者：矢野俊策

### テレビアニメ
- 変態王子と笑わない猫。（2013年）原作
- クオリディア・コード（2015年）原作・脚本：第1話、第2話、第4話、第10話
- ガーリッシュ ナンバー（2016年）脚本：第4話、第5話、第8話、第9話、第10話
- 聖女の魔力は万能です（2021年）脚本：第3話、第8話、第10話
- 異世界薬局（2022年）脚本：第2話、第6話、第7話、第9話
- 転生王女と天才令嬢の魔法革命（2023年）脚本：第2話、第4話、第8話、第10話
- 鴨乃橋ロンの禁断推理（2023年）脚本：第3話、第4話、第6話、第10話
- 聖女の魔力は万能です season2（2023年）脚本：第4話、第5話、第6話、第11話

### 映画
- きんいろモザイクThank you!!（応援コメント）[6]